# كرويسن
كرويسن (بالألمانية: Creußen) هي بلدة ألمانية تقع في ألمانيا في بافاريا.[بحاجة لمصدر]

## المدن التوأمة
مدينة غرويسن هي مدينة توأمة لـكرويسن.